# ヴェダーノ・アル・ランブロ
ヴェダーノ・アル・ランブロ（伊: Vedano al Lambro）は、イタリア共和国ロンバルディア州モンツァ・エ・ブリアンツァ県にある、人口約7,500人の基礎自治体（コムーネ）。

## 地理

### 位置・広がり

#### 隣接コムーネ
隣接するコムーネは以下の通り。
- ビアッソーノ
- リッソーネ
- モンツァ

### 気候分類・地震分類
気候分類では、zona E, 2404 GGに分類される。
また、イタリアの地震リスク階級 (it) では、zona 3 (sismicità bassa) に分類される。

## 姉妹都市
- Domène、フランス